# Znanstvena ulica Mirae
Znanstvena ulica Mirae (ulica znanosti prihodnosti) je ulica na novo razvitem območju v severnokorejski prestolnici Pjongjang, na kateri se nahajajo znanstvene ustanove Tehniške univerze Kim Chaek. Šestpasovna ulica, ki je med železniško postajo Pjongjang in reko Taedong, je obdana z visokimi stavbami. Območje je bilo uradno odprto 3. novembra 2015.
Najvišja stavba je 53-nadstropni modri stolp Mirae Unha. Ulica je namenjena poudarjanju osredotočenosti Kim Džong-una na znanost in tehnologijo, ki temelji na razvoju režimskega jedrskega orožja.
Znanstvena ulica Mirae naj bi bila prva lokacija, kjer je bilo nameščeno javno omrežje WiFi.